# Ожиран
Ожиран (фр. Augirein) насеље је и општина у јужној Француској у региону Миди Пирене, у департману Арјеж која припада префектури Сен Жирон.
По подацима из 2011. године у општини је живело 65 становника, а густина насељености је износила 6,61 становника/km². Општина се простире на површини од 9,84 km². Налази се на средњој надморској висини од 634 метара (максималној 1.721 m, а минималној 631 m).

## Демографија
| 1962. | 1968. | 1975. | 1982. | 1990. | 1999. | 2011. |
| ----- | ----- | ----- | ----- | ----- | ----- | ----- |
| 75    | 92    | 59    | 50    | 73    | 73    | 65    |

График промене броја становника у току последњих година